# Ilija Beschkow
Ilija Beschkow Dunow (nach englischer Umschrift Ilia Beshkov Dunov, bulgarisch Илия Бешков Дунов; * 24. Juli 1901 in Dolni Dabnik; † 23. Januar 1958 in Sofia) war ein bulgarischer Künstler (Maler, Graphiker, Karikaturist und Illustrator), Schriftsteller und Pädagoge. Bedeutend sind seine politischen und sozialkritischen Karikaturen.

## Leben
Ilija Beschkow wurde in Dolni Dabnik im zentralen Nordbulgarien geboren. Zwischen 1918 und 1920 besuchte er die Juristische Fakultät der Universität Sofia und arbeitete dann für eine Weile als Lehrer in Dolni Dabnik. Schließlich studierte er Malerei an der Nationalen Kunstakademie und wurde bekannt als der „bulgarische Daumier“.
Als Student zeichnete Beschkow Karikaturen für Zeitschriften wie Maskarad, Diw Djado, Balgaran, Starschel und Wik, sowie für die Verlage T. F. Tschipew und Chemus. Ab 1925 arbeitete er mit dem Pladne-Magazin und wurde zweimal wegen seiner politischen Ansichten inhaftiert.
Er gründete die Zeitung Sturschel (die Hornisse) im Jahr 1940 und veröffentlichte in ihr unter einem Pseudonym. Eine seiner bekanntesten Comic-Figuren war Spekulanta Maks. 
Ab 1945 lehrte er als Dozent für Zeichnung, Illustration und Print-Design an der Nationalen Kunstakademie in Sofia. 1952 wurde er Dekan des Lehrstuhls für Graphik und leitete ihn bis zu seinem Tod im Jahr 1958. 
Beschkow beeinflusste und inspirierte nachfolgende Generationen bulgarischer Künstler und Schriftsteller. Die Kunstgalerie in Plewen ist nach ihm benannt.
Ilija Beschkows älterer Bruder war der Politiker Iwan Beschkow, der 1945 durch den Volksgericht der Vaterländischen Front zum Tode verurteilt und hingerichtet wurde (1996 rehabilitiert).